# François Liénard de la Mivoye
Pour les articles homonymes, voir Liénard.
François Liénard de La Mivoye (Visakhapatnam, 20 juillet 1782 - Paris, 6 novembre 1861) est un ichtyologiste franco-mauricien qui s'installa à l'île de France devenue ensuite île Maurice. Plusieurs espèces marines portent son nom.

## Biographie
François Liénard de La Mivoye vit à l'île de France. Il épouse le 19 août 1807 à Port-Louis, alors appelé Port-Napoléon, Marie-Françoise Chapon, fille de colons, dont il a Élizé et Jules-Victor. L'île devient dix ans plus tard possession de l'Empire britannique. Il est le premier trésorier de la Société d'histoire naturelle de l'île Maurice, qu'il fonde en août 1829 avec Charles Telfair, Wenceslas Bojer, Jacques Delisse et Julien Desjardins et qui deviendra en 1841 la Société royale des arts et des sciences de l'île Maurice. Cette société savante regroupe une trentaine de membres et envoie régulièrement en France des exemplaires de poissons à Cuvier pour qu'il les étudie et les fasse paraître dans son Histoire naturelle des poissons.
Liénard découvre d'autres espèces, comme Conus lienardi qui porte son nom, mollusque de la famille des Conidae, ou le lézard Phelsuma gigas, considéré comme disparu et qu'il rencontre au cours d'une expédition de juin 1842 à l'île Frégate au sud de Rodrigues. Ce lézard avait été décrit sommairement en 1708 par l'explorateur François Leguat, mais c'est Liénard qui le redécouvre et l'étudie véritablement. Entre 1841 et 1845, il fait paraître trois articles  sur ses travaux.
Il meurt en 1861 à Paris.
L'obélisque Liénard, de marbre blanc, qui est érigé dans le jardin botanique de Pamplemousses rappelle son souvenir.